# Otto Richter (Kirchenmusiker)

Otto Richter (Mitte) und der Kreuzchor, Foto zwischen 1906 und 1930

Rudolph Otto Richter (* 5. März 1865 in Ebersbach/Sa.; † 12. August 1936 in Dresden) war ein deutscher Kirchenmusiker und von 1906 bis 1930 der 24. evangelische Kreuzkantor in Dresden.

## Leben und Wirken

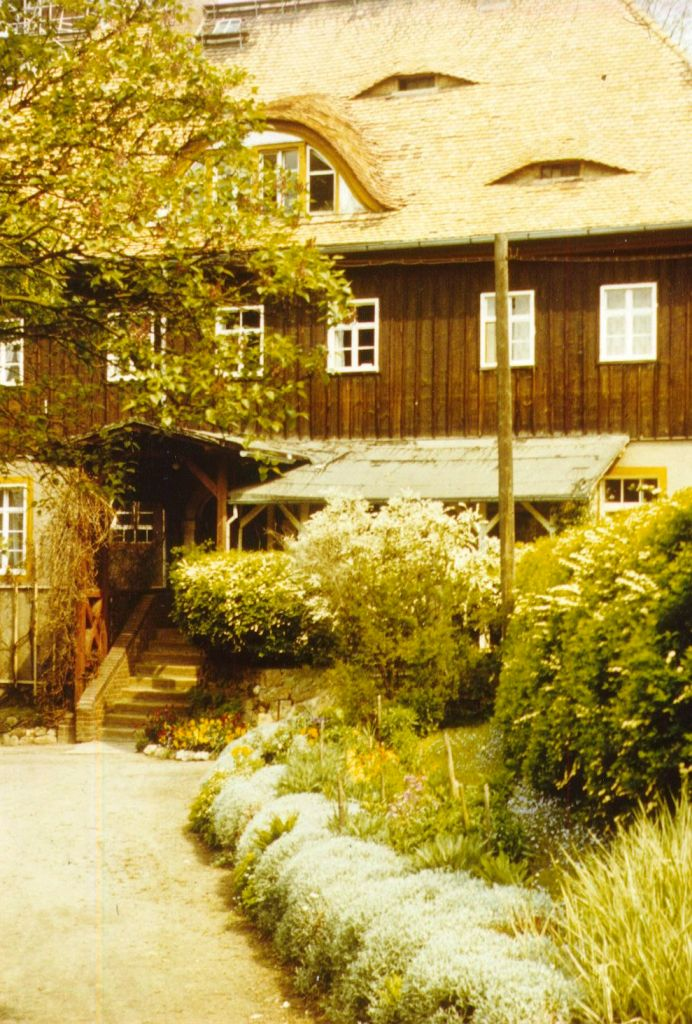
Ebersbacher Pfarrhaus

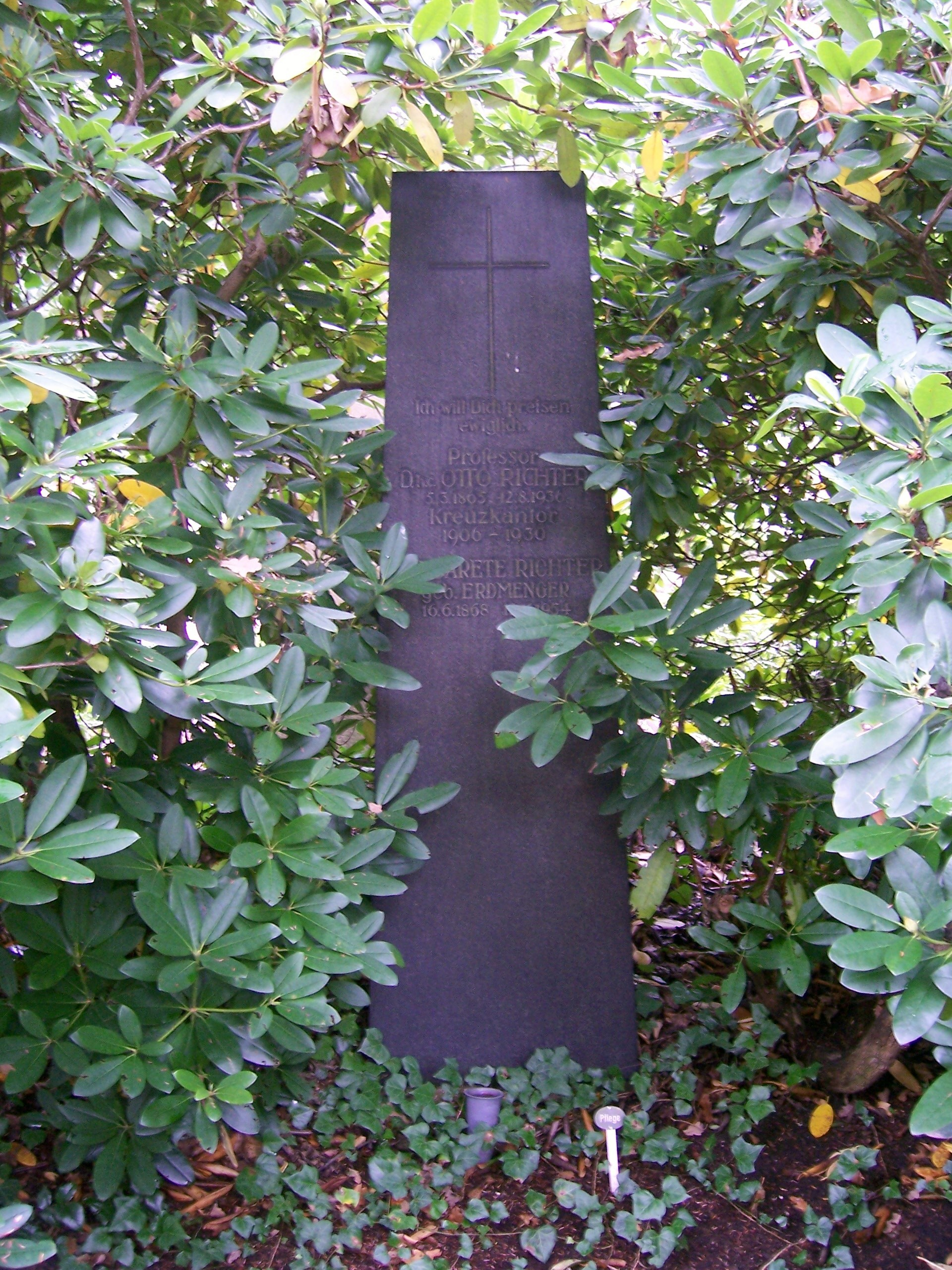
Grab Otto Richters auf dem Dresdner Johannisfriedhof
Grabinschrift ist die letzte Textzeile aus J.S.Bachs Johannespassion: Ich will dich preisen ewiglich.

Richter wurde als sechstes von acht Kindern des Pastors Emil Curt Richter (1821–1894) und Anna Julie Johanna geb. Hausser (1829–1910) geboren. Da er als Kind unter heftigem Stottern und an einem Kehlkopfleiden litt, wurde er bis zum 14. Lebensjahr von seinem Vater unterrichtet. Er besuchte nur für kurze Zeit das Königliche Gymnasium in Zittau.
Musikalische Ausbildung erhielt er von 1880 bis 1883 am Dresdner Konservatorium bei Franz Wüllner, Emil Neumann, Friedrich Queißer und Heinrich Schulz-Beuthen (Komposition), von 1884 bis 1885 in Görlitz bei Reinhold Fleischer und 1885 bis 1890 in Berlin am Königlichen akademischen Institut für Kirchenmusik und an der akademischen Meisterschule für Komposition bei Woldemar Bargiel, Eduard Grell, Carl August Haupt und Albert Löschhorn. Hier brachte er es vor allem im Orgelspiel und in der Komposition zur Vervollkommnung. Gleichzeitig war Richter von 1887 bis 1890 Dirigent des Vereins für geistlichen Chorgesang, Hilfskantor und Organist an der Zwölf-Apostel-Kirche sowie Opernkorrepetitor in Berlin.
Ein neuer Lebensabschnitt begann für ihn 1890, als er die Stelle als Kantor und Organist an der St. Andreaskirche in Eisleben annahm. Zusätzlich übernahm er 1891 die künstlerische Direktion des Städtischen Singvereins und der von ihm gegründeten Chorgesangschule. Ab 1903 bis 1906 war er als Gesangslehrer am „Eisleber Gymnasium“ (heute: Martin-Luther-Gymnasium Eisleben) und ab 1904 Leiter der akademischen Konzerte der studentischen Sängerschaft Fridericiana in Halle/Sa. 1900 gründete er den Bachverein Eisleben, den er bis 1906 leitete. Die Durchführung von „Volkskirchenkonzerten“ mit Meisterwerken der Kirchenmusik aus mehreren Jahrhunderten machte ihn über die Stadtgrenzen bekannt.
Richter beschäftigte sich intensiv mit der Aufführungspraxis von Komponisten. So ließ er Bachsche Werke nach den Originalfassungen aufführen.
Am 1. März 1906 wurde Richter zum Kantor der Dresdner Kreuzkirche und damit zum Leiter des Dresdner Kreuzchores berufen. Die Pflege Bachscher Musik nahm während seiner Amtszeit einen wichtigen Platz ein: In Gottesdiensten und Vespern waren häufig Bach-Motetten zu hören und 23-mal wurde die Matthäuspassion aufgeführt. Die Secco-Rezitative der Bachschen Werke ließ Richter am Flügel begleiten, eine Neuheit damals.
1911 gründete Richter in Dresden den Bachverein, der bei Aufführungen größerer Werke der Kirchenmusik mit eingesetzt wurde, um die Knabenstimmen zu verstärken und einen fülligen Chorklang zu erzielen. Zu Gehör gebracht wurden neben den Werken Johann Sebastian Bachs die Standardwerke der Chorliteratur, u. a. Kompositionen von Johannes Brahms, Anton Bruckner, César Franck, Georg Friedrich Händel, Heinrich von Herzogenberg, Franz Liszt, Max Reger und Hugo Wolf. Zahlreiche Werke brachte er in Uraufführungen. Richter ist die Wiederentdeckung der Werke von Heinrich Schütz zu verdanken, der der bedeutendste Hofkapellmeister Dresdens im 17. Jahrhundert war.
Der Erste Weltkrieg und die Nachkriegszeit brachten große Einschnitte für die Weiterarbeit. Durch Konzerteinnahmen bei Auslandstourneen – den ersten überhaupt – wurden die leeren Kassen wieder aufgefüllt. Die erste der erfolgreichen Reisen führte den Chor 1920 nach Schweden. Vier Tourneen durch Holland folgten bis 1927.
Am 1. Juli 1930 trat Richter nach fast 25-jähriger Tätigkeit als Kreuzkantor in den Ruhestand.
Richter hat sich große Verdienste um die Pflege der evangelischen Kirchenmusik erworben. Er war auch Komponist von Motetten und Wechselgesängen für Chor und Gemeinde.
Für seine Leistungen wurden ihm 1901 der Titel eines Königlich-Preußischen Musikdirektors und 1911 der Titel eines Königlich-Sächsischen Professors verliehen. 1927 wurde er sächsischer Kirchenmusikdirektor. 1929 wurde ihm die Ehrendoktorwürde von der Universität Heidelberg verliehen.
Otto Richter starb am 12. August 1936 in Dresden. Sein Grab befindet sich auf dem Johannisfriedhof in Dresden.

## Veröffentlichungen
- Musikalische Programme mit Erläuterungen, 2. Aufl. Braunschweig 1902
- Liturgische Andachten und Volkskirchenkonzerte in Stadt und Land, Leipzig 1902